# Київський муніципальний академічний театр ляльок
Ки́ївський муніципа́льний академі́чний теа́тр ляльо́к на лівому березі Дніпра — муніципальний театр ляльок у місті Києві, розташований на лівому березі Дніпра.
Директор установи — Наталія Братусь, головний режисер і режисер–постановник — Дмитро Драпіковський, головний художник — Віра Задорожня.

## Загальні дані
Адреса театру: Україна, 02192, м. Київ, вул. Миропільська, 1
Адреса адміністративно-репетиційної бази: м.Київ, вул. Митрополита Андрея Шептицького, 1-б
Офіційний вебсайт: https://puppet-theater.kiev.ua/ [Архівовано 18 Жовтня 2021 у Wayback Machine.]

## Історія
Театр, як творчий самостійний колектив, розпочав свою діяльність 31 серпня 1983 року під назвою Київського міського театру ляльок.
Історію театру  складають довгі роки діяльності без власного приміщення — по дитячих садках, школах, Будинках культури і клубах. З дня прем'єри до появи у театру власної сцени минуло 16 років. Лише в 1997 році колектив оселився в приміщенні колишнього кінотеатру «Ровесник», неподалік від станції метро «Чернігівська», де знаходиться і досі.
За час свого існування театр об'їздив з виставами майже всю Україну, а також побував з гастролями в багатьох інших країнах, зокрема в  Москві, Ленінграді, Мінську, Ташкенті, Челябінську, Сочі і швидко здобув визнання.
Букети нагород Київський міський театр ляльок привозив з багатьох міжнародних фестивалів лялькарів в Югославії, Польщі, Чехословаччині, Швейцарії, Німеччині, Австрії, Португалії, Мексиці, Франції.
Творчий підхід та любов до своєї справи головного режисера і акторів театру  [Архівовано 31 Липня 2013 у Wayback Machine.] неодноразово були відзначені нагородами за найкращу режисуру та акторську майстерність. Колектив театру має у своєму активі багато Почесних грамот, Дипломів та вісім театральних премій «Київська пектораль».
17 жовтня 2007 року театр отримав статус академічного.

## Репертуар
Протягом історії існування Київського муніципального академічного театру ляльок змінювався репертуар, творчий колектив та інше, проте цінності й місія засновників лишились незмінними: вистави театру мають на меті утвердити добро і справедливість.
Вистави театру - це про безмежність людської фантазії, про бажання бачити незвичайне в звичайному. Правила гри у виставах добре відомі дітям, а тому вони з радістю сприймаються маленькими глядачами.
Персонажі самі визначають свою долю, мають характери, мають мрії. І це зачіпає в душах дітей невидимі струни, наповнює їх оптимізмом, вірою в казку та перемогу добра і правди.
Деякі вистави театр працює в стилі «Open face» (англ. — «відкрите обличчя»), тобто присутність на сцені актора разом з лялькою, а іноді і  без неї. Актори не «ховаються» за ширмою, а грають на сцені в «живому плані».
Репертуар Київського муніципального академічного театру ляльок складають переважно казки народів світу. Колектив здійснює постановки за відомими творами Вільгельма Гауфа, Шарля Перро, братів Грімм, Астрід Ліндгрен, Алана Мілна, Ганса Кристіана Андерсена, а також за творами українських відомих драматургів Всеволода Нестайка, Григорія Усача, Юфима Чеповецького та інших авторів.
У постановках театру немає вікових обмежень, у глядацькій залі повинно бути цікаво всім. Постановки навіть дитячих казок у театрі зроблені таким чином, що вони зацікавлять і дітей, і дорослих, адже кожна казка містить в собі глибший підтекст, який помітить старший глядач. Щирість, майстерність лялькових рухів і гумор – ось за допомогою чого вистави в театрі виводяться на зовсім інший рівень.
Діючий репертуар театру нараховує понад 50 вистав для юнацтва, дорослого глядача і насамперед для малят.

## Персоналії театру
Перелічити усіх, причетних до роботи Київського муніципального академічного театру ляльок досить важко, як і висвітлити усі вистави, створені за час існування театру. Визначальним для театру є, звісно ж, творчість головного режисера, художнього керівника, народного артиста України Сергія Єфремова, завдяки якому постали в театрі такі вистави як «Ще раз про Червону шапочку», «Троє поросят», «Котик та півник», «Наталка Полтавка» та інші і чий талант надихав і наставляв творчий колектив театру.
Творчинею неповторної атмосфери, безумовно, була також Елеонора Смирнова, заслужена артистка України. Її майстерність побудови психологічного та пластичного образу в ляльці, вміння цілковито захопити увагу аудиторії стали сильним поштовхом до подальшого розвитку театру. Хотілось би також окремо згадати про Олександру Лозовську, заслужену артистку України, чиїм амплуа були переважно ліричні ролі в таких виставах як «Ворон», «Попелюшка», «Снігова Королева», «Червона Шапочка» та інші. Природна делікатність, відчутна в кожній зіграній нею ролі та щира любов до ляльок і дітей зробили акторку незамінною фігурою в театрі.

## Фестивалі та гастролі театру
Театр брав участь у фестивалях у Польщі, Угорщині, Франції, Хорватії, Португалії, Австрії, Німеччині, Швейцарії, Мексиці, починаючи з 1985 року. 
У 1985 році колектив побував на Міжнародному фестивалі театрів ляльок мовою есперанто в Загребі (Хорватія), за підсумками якого Ш. Фоєрберг отримав диплом «За кращу мову есперанто на сцені». У 1989 році колектив був запрошений взяти участь у фестивалі в Бялостоці (Польща). У Міжнародному фестивалі (бієнале) у Еворі (Португалії) театр ляльок виступив у 1900 році, а вже у 1991 році на Міжнародному фестивалі театрів ляльок у Мексиці було показано «Принцесу, що стрибає» Л. Дворського.
1991 року колектив знову рушає у мандрівку, цього разу в Мюнхен (Німеччину), на Міжнародний фестиваль ляльок, а після цього також у Містельбах (Австрію). 1993 року колектив знову був запрошений П. Шмідтом до Цюриха (Швейцарія) і Мюнхена (Німеччина), де показували «Принцесу, що стрибає» та «Український вертеп».
З 1995 по 2010 роки колектив і далі активно брав участь у Міжнародних фестивалях, радуючи глядачів виставами.

## Вистави театру
Репертуар театру ляльок постійно поповнюється новими виставами, наразі відбувається приблизно три прем’єри на рік. Досить багато вистав з початку діяльності театру на сьогодні вже не ставляться і є радше архівними. 
- 1982, 2 травня — «Добрий Хортон» Юхима Чеповецького за казкою Доктора Сьюза; реж. Сергій Єфремов, худ. Наталія Рудюк, комп. Лев Етінгер (вистава поновлена 28 червня 1998 року)
- 1983, 4 грудня — «Чарівна хлопавка» («Новий рік та білий Кіт») Ірини та Яна Златопольських; пост. Сергій Єфремов, реж. Альбіна Петухова, худ. Лідія Гречановська, комп. Лев Маркелов
- 1984, 27 квітня — «Квітка-семицвітка» Григорія Усача та Сергія Єфремова за твором Валентина Катаєва; реж. Сергій Єфремов, худ. Віра Брахнова, комп. Лев Етінгер
- 1985, грудень — «Снігова королева» Н.Ланге за мотивами однойменної казки Ганса Крістіана Андерсена; реж. Сергій Єфремов, худ. Віра Брахнова, комп. Лев Етингер
- 1986, 29 квітня — «Бегемотик Бантик» Марії Шуринової за мотивами російської народної казки; реж. Сергій Єфремов, худ. Алла Панфилова, комп. Лев Етінгер
- 1986, 31 грудня — «Ще раз про Червону Шапочку» Семена Когана та Сергія Єфремова; реж. Наталія Бучма, худ. Сергій Сосновский, Тетяна Магура, комп. Лев Етінгер
- 1988, 30 травня — «Відважне ягня» («Півтори жмені») Неллі Осипової за мотивами грузинських народних казок; реж. Сергій Єфремов, худ. Віра Брахнова, комп. Рубен Кажилоті (вистава поновлена 30 червня 2012 року)
- 1988, 25 вересня — «Мишенятко Мицик» Юхима Чеповецького; реж. Наталія Бучма, худ. Віра Брахнова]], комп. Лев Етінгер
- 1990, 15 жовтня — «Пустунчики» Януша Риль-Кристяновського; реж. Наталія Бучма, худ. Алла Панфилова, комп. Костянтин Арчишевський
- 1991, 24 травня — «Мати-Олениха» Людмили Улицької за мотивами твору Чингіза Айтматова; реж. Сергій Єфремов, худ. Бурул Асакеєва, Ірина Уварова
- 1992 — «Слонятко» Галини Владичиної за мотивами казки Редьярда Кіплінга; реж. Наталія Бучма, сценограф. Сергій Єфремов, ляльки — О.Богатирьова, комп. Лев Етінгер
- 1993, 18 квітня — «Троє поросят» Григорія Усача та Сергія Єфремова; реж. Сергій Єфремов, худ. П. Миронов, комп. В'ячеслав Полянський
- 1994 — «Все буде гаразд» Сергія Єфремова та Ірини Уварової за щоденниками Януша Корчака; режисер — С. Єфремов (вистава — лауреат премії «Київська пектораль» за 1994 год)[6]
- 1995, 6 вересня — «Торбина з піснями» Всеволода Данилевича; реж. Наталія Бучма, худ. Василь Безуля, комп. В'ячеслав Полянський
- 1997, 26 січня — «Котик та Півник» Григорія Усача та Сергія Єфремова; реж. Сергій Єфремов, худ. Василь Безуля, комп.В'ячеслав Полянський
- 1998, 8 березня — «Пригоди Каштанчика» В. Орлова; реж. Сергій Єфремов, худ. М. Лашкевич, комп. В. Якубович
- 1998, 29 листопада — «Маленький Мук» М. Чесала за казкою Вільгельма Гауффа; реж. Сергій Єфремов, худ. В. Нікітін
- 1998, грудень — Новорічні пригоди В. Гайдая; реж. Сергій Єфремов
- 1998 — «Ворон» Карло Ґоцці; реж. Сергій Єфремов
- 1999, 11 вересня — «Айболить проти Бармалея» Вадима Коростильова за казкою Корнія Чуковського; реж. Сергій Єфремов худ. Василь Безуля, комп. Михайло Меєрович
- 2000, 8 квітня — «Лисичка-сестричка та Вовчик-братик» В.Нестайко за мотивами українських казок; режисер — С. Єфремов, художник — М. Данько, композитор — В. Полянський
- 2000, 6 травня — «Бременські музиканти» Брати Грімм; режисер — Є. Гімельфарб, асистент режисера — Ш. Фоєрберг, художник — Денисова, музичне оформлення — Н. Бура
- 2000, 26 грудня —  «Різдвяна колискова» Б. Бойко за біблійним сюжетом; режисер — С. Єфремов, художник — В. Безуля, композитор — М. Чембержі, автор пісенних текстів — Б. Бойко
- 2000, 9 вересня — «Вінні-Пух» А. А. Мілна; режисер — С. Єфремов, художник — В. Нікітін, композитор — В. Полянський
- 2001, 8 вересня — «Дикі лебеді» І. Заграєвської за мотивами казки Г.-К. Андерсена; режисер — С. Єфремов, художник — В. Виходцевський, композитор — В. Полянський, асистент режисера — Е. Смирнова
- 2002, 28 вересня — «Кицін дім» С. Маршак; режисер — С. Єфремов, художник — В. Виходцевський, композитор — А. Шух
- 2003, 6 вересня — «Малюк і Карлсон» Г. Усач за мотивами казки А. Ліндгрен; режисер — С. Єфремов, художник — М. Данько, композитор — В. Полянський
- 2003, 13 вересня — «Карлсон і Фрекен Бок» Г. Усач за мотивами казки А. Ліндгрен; режисер — С. Єфремов, художник — М. Данько, композитор — В. Полянський
- 2003, 27 грудня — «Снігурчин концерт» С. Єфремов; режисер — С. Єфремов
- 2004, 10 квітня — «Кіт у чоботях» Н. Шувалов за мотивами казки Ш. Перро; режисер — С. Єфремов, художник — С. Нікітін. композитор — А. Шух
- 2004, 4 вересня — «Принцеса на горошині» Н. Бурої та Е. Смирнової за мотивами казки Г. -Х. Андерсена; режисер — С. Єфремов, художник — В. Задорожня, композитор — А. Ходаковський, балетмейстер — Л. Глушко
- 2005, 4 вересня — «Попелюшка» С. Куралех за мотивами казки Ш. Перро та кіносценарію Є. Шварца; режисер — С. Єфремов, художник — В. Безуля, композитор — А. Шух
- 2006, 9 вересня — «Буратіно» О.Борисова за мотивами казки О. Толстого; режисер — С. Єфремов, художник — В. Якубовський, композитор — М. Портнікова
- 2006, 11 листопада — «Коник-Горбоконик» П. Єршов; постановка та інсценування — М. Урицький, художник — О. Виходцевська, композитор — О. Ходаковський
- 2007, 3 травня — «Наталка Полтавка» І. Котляревський; режисер І. Уварова, маски — М. Погребняк, музика — В. Полянський, текст «італійської опери» — Б. Бойко
- 2008, 6 квітня — «Сестричка Оленка та братик Іванко» Г. Усач та С. Єфремов; постановка — С. Єфремов, режисер — С. Боковенко, асистент режисера — засл.артистка України Е. Смирнова, художник — В. Задорожня, композитор — М. Шоренков
- 2008, 28 вересня — «Стійкий олов'яний солдатик» В. Данилевич за мотивами казки Г.-К. Андерсена; режисер — М. Урицький художник — М. Данько, композитор — Ю. Балакін
- 2009, 24 жовтня — «Веселі ведмежата» М. Поливанова; режисер — С. Єфремов, художник — В. Задорожня, композитор — В. Полянський
- 2009, 26 грудня — «Чарівна скрипка» С. Ковальова за мотивами білоруських казок; режисер — М. Урицький, художник — В. Задорожня, композитор — В. Полянський
- 2010, 2 жовтня — «Пригоди Тигренятка» С. Прокоф'єва; режисер — С. Єфремов, художник — В. Задорожня, композитор — Т. Полянський
- 2011, 5 січня — «Любов до трьох апельсинів» В. Сердюченко за мотивами твору К. Гоцці; постановка і музичне оформлення — М. Урицький, художник — Л. Рестенко
- 2012, 10 березня — «Дюймовочка» за мотивами однойменної казки Г.-К. Андерсена; сценічна редакція, постановка і музичне оформлення — М.Урицький, художник-постановник — В.Задорожня
- 2012, 8 грудня — «Білосніжка» Г. Усач за мотивами казки Браті Грімм; режисер — С. Єфремов, художник — В. Задорожня, композитор — А.Шух
- 2013, 1 червня — «Сонячний промінь» Атанаса Попеску; реж. — Михайло Урицький, худ. — Микола Данько
- 2013, 7 вересня — «Красуня і Сміливець» за п'єсою «Я рахую до п'яти» Михайла Бартенєва; реж. — Михайло Урицький, худ. — Віра Задорожня, комп. — А. Шух
- 2014, 1 червня — «Коза-Дереза» Михайла Супоніна; реж. — М. Урицький, худ. — Віра Задорожня[7]
- 2014, 27 грудня — «Снігова квітка» Сергія Козлова; реж. — Сергій Єфремов, худ. — Віра Задорожня]], комп. — Тимур Полянський[8]
- 2015, 5 вересня — «Чому довгий ніс у слона» Редьярда Кіплінга; режисер-постановник — М. Урицький, художник-постановщик — М. Данько
- 2015, 23 грудня — «Оскар» Е. -Е. Шмітта; реж. — Михайло Урицький, худ. — Ольга Філончук
- 2017, 16 вересня — «Алі-Баба» В. Смєхова; реж. — Михайло Урицький, худ. — Микола Данько, комп. — Володимир Бистряков[9]
- 2017, 22 жовтня - «За щучим велінням» Автори — Олена Аль Юсеф, Сергій Брижань за участі Петра Чичука, реж. Олена Аль Юсеф, худ.Наталія Денисова
- 2017, 17 грудня — «Принцеса на даху» Елінор Фарьеон; реж. — Михайло Урицький, худ. — Наталія Ягупова[10]
- 2018, 2 червня - «Вовк та семеро козенят» Автор — Ольга Байбак за мотивами казки братів Грімм, Реж. — Сергій Забродін, Худ. — Христина Повшик, Муз.– Юрій Медведєв
- 2018, 3 листопада -  «Тілмілітрамдія» Автор — Сергій Козлов, Перекл. з рос. — Руслан Неупокоєв, Реж. — Віра Задорожня, Худ. — Віра Задорожня, Комп. — Т. Полянський
- 2019 -  «Пан Коцький» Автор — С. Брижань, П. Гірника; Реж. — С. Брижань
- 2020 - «Казка про музичну Ялинку» Автор — Д. Драпіковський; Реж. — Д. Драпіковський
- 2020 - «Мюнхгаузен» Автор — Р. Неупокоєв за мотивами оповідань Р. Е. Распе; Реж. — Р. Неупокоєв
- 2020 - «Пригоди Лісовичка, або як врятувати планету» Автор — Д. Драпіковський; Реж. — Д. Драпіковський
- 2021 - «Захмарна Леді» Автор — Р. Неупокоєв за мотивами творів П. Треверс; Реж. — Р. Неупокоєв
- 2021 - «Червона Шапочка, або десять пиріжків для бабусі» Автор — С. Брижань; Реж. — С. Брижань
- 2021 - «Солом’яний бичок» Автор — С. Ципін; Реж. — Д. Драпіковський
- 2022 - «Про вередливу Гусеницю та закоханого Черв’ячка» Автор — Ю. Меліксетова; Реж. - М. Власова
- 2023 - «Каракулі Каракуля» Автор — Лана Ра; Реж. — Г. Тюпін
- 2023 - «Був собі Пес» Автор — Р. Неупокоєв за мотивами української народної казки; Реж. — Р. Неупокоєв
- 2024 - «Івасик-Телесик» Автор — О. Олесь за мотивами української народної казки; Реж. — Р. Неупокоєв
- 2024 - «Обережно, незнайомець» Автор — Лана Ра; Реж. — Г. Тюпін
- 2024 - «Місто за шпалерами» Автор — Н. Блок

## Виноски
1. ↑  Директор (театру) [Архівовано 31 липня 2013 у Wayback Machine.] на Офіційний сайт театру [Архівовано 7 вересня 2010 у Wayback Machine.]
2. ↑  Контакти [Архівовано 12 Грудня 2013 у Wayback Machine.] на Офіційний сайт театру [Архівовано 7 Вересня 2010 у Wayback Machine.]
3. ↑  Про театр [Архівовано 31 Липня 2013 у Wayback Machine.] на Офіційний сайт театру [Архівовано 7 Вересня 2010 у Wayback Machine.]
4. ↑  Приміщення театру [Архівовано 31 Липня 2013 у Wayback Machine.] на Офіційний сайт театру [Архівовано 7 Вересня 2010 у Wayback Machine.]
5. ↑  Афіша (театру) [Архівовано 9 Жовтня 2011 у Wayback Machine.] на Офіційний сайт театру [Архівовано 7 Вересня 2010 у Wayback Machine.]
6. ↑  Сергій ВИННИЧЕНКО (20 грудня 2019). Музейна «Лялька на кону» (укр.). Портал «Театральна риболовля». Архів оригіналу за 26 жовтня 2020. Процитовано 2022-5-17.
7. ↑  Репортаж с премьеры спектакля «Коза-Дереза» в программе «Наш час»
8. ↑  «Київська Пектораль 2014». Архів оригіналу за 2 Квітня 2016. Процитовано 8 Січня 2018.
9. ↑  «Перська мініатюра оживе на сцені Київського муніципального академічного театру ляльок». Архів оригіналу за 17 Вересня 2017. Процитовано 8 Січня 2018.
10. ↑  Новини: Культура 14 грудня 2017. Архів оригіналу за 22 Грудня 2017. Процитовано 8 Січня 2018.